# Sant'Agata di Militello
Sant'Agata di Militello je město a přímořské letovisko v Itálii. Nachází se na ostrově Sicílie, u pobřeží Tyrhénského moře, asi 106 km jihozápadně od Messiny, 127 km východně od Palerma a vzdušnou čarou asi 466 km jihovýchodně od Říma. V roce 2025 zde žilo 12 041 obyvatel.
Jižně od města prochází dálnice A20, na které se v blízkosti města nachází několik tunelů, přímo městem poté státní silnice SS113 a provinciální silnice SP162 a SP163. Je zde rovněž přístav a železniční stanice.
Nachází se zde několik kostelů: svatého Josefa, Nejsvětějšího Srdce Ježíšova, svaté Lucie, svatého Františka a Panny Marie Karmelské. Mezi další významné stavby patří brána svaté Agáty a zámek Gallego. Je zde i několik turistických zázemí, včetně 3 km dlouhé pláže mezi Sant'Agata di Militello a sousedním letoviskem Acquedolci.
Název města odkazuje na místní světici, svatou Agátu, a vnitrozemskou obec Militello Rosmarino v nedalekých horách. Sousedními letovisky jsou Acquedolci a Torrenova.